# Liste der Baudenkmäler in Marquartstein
Auf dieser Seite sind die Baudenkmäler in der oberbayerischen Gemeinde Marquartstein zusammengestellt. Diese Tabelle ist eine Teilliste der Liste der Baudenkmäler in Bayern. Grundlage ist die Bayerische Denkmalliste, die auf Basis des Bayerischen Denkmalschutzgesetzes vom 1. Oktober 1973 erstmals erstellt wurde und seither durch das Bayerische Landesamt für Denkmalpflege geführt wird. Die folgenden Angaben ersetzen nicht die rechtsverbindliche Auskunft der Denkmalschutzbehörde.

## Baudenkmäler nach Ortsteilen

### Marquartstein
| Lage                             | Objekt                                                            | Beschreibung | Akten-Nr.     | Bild                                          |
| -------------------------------- | ----------------------------------------------------------------- | --- | ------------- | --------------------------------------------- |
| Alte Dorfstraße 5 (Standort)     | Gasthaus Hofwirth zur Post                                        | stattlicher zweigeschossiger Bau mit steilem überstehenden Schopfwalmdach, im Kern zweite Hälfte 18. Jahrhundert, Dach erneuert Ende des 19. Jahrhunderts, Gesamtinstandsetzung 1997 bis 1999. | D-1-89-129-2  | Gasthaus Hofwirth zur Post                    |
| Alte Dorfstraße 10 (Standort)    | Angebaute Muttergotteskapelle                                     | Putzbau mit Walmdach, erste Hälfte 18. Jahrhundert; mit Ausstattung. | D-1-89-129-3  | Angebaute Muttergotteskapelle                 |
| Alte Dorfstraße 13 (Standort)    | Aufgedoppelte Haustür                                             | mit Ziernägeln und Futter am Bauernhaus, zweite Hälfte 18. Jahrhundert. | D-1-89-129-4  | Aufgedoppelte Haustür                         |
| Bahnhofstraße 2 (Standort)       | Forstamt                                                          | klassizistischer Putzbau mit zwei Seitenflügeln und schiefergedecktem Walmdach, Rundbogenfenster mit Rahmungen, Eingang bezeichnet mit dem Jahr 1823/24, umgebaut 1986. | D-1-89-129-25 | Forstamt                                      |
| Burg 1 (Standort)                | Schloss                                                           | stattlicher Baukomplex in beherrschender Lage; um trapezförmigen Hof gruppiert Hauptbau, ehemaliger Wirtschaftstrakt und ehemaliger Zehentstadel, jeweils mit Schopfwalmdach, im Kern mittelalterlich, im 15. Jahrhundert ausgebaut, 1857 historisierend erneuert und ausgestaltet.                                                                                         | D-1-89-129-5  | weitere Bilder                                |
| Burgstraße 16 (Standort)         | Kleinbauernhaus                                                   | Wohnteil mit reichen Fresken und Blockbaugiebel, Türgewände und Firstpfette bezeichnet mit dem Jahr 1643, Laube mit Balusterbrüstung, erste Hälfte des 19. Jahrhunderts, Wirtschaftsteil mit Mittertenne und Blockbau-Obergeschoss, 1643; Parallelstadel mit Quertenne, Anfang des 19. Jahrhunderts, eingebauter zweiräumiger Getreidekasten, bezeichnet mit dem Jahr 1714. | D-1-89-129-7  | Kleinbauernhaus                               |
| Hinter der Burg 2 (Standort)     | Schlosskapelle St. Bartholomäus und St. Vitus                     | Saalbau mit eingezogenem Chor und Dachreiter, im Kern spätgotisch, 1844/45 nach Brand wiederhergestellt; mit Ausstattung. | D-1-89-129-8  | Schlosskapelle St. Bartholomäus und St. Vitus |
| Loitshauser Straße 7 (Standort)  | Katholische Pfarrkirche Hl. Blut                                  | Saalbau mit seitlichem Turm und eingezogenem polygonalem Chor, von Georg Berlinger jun., 1935/36; mit Fresken von Werner Schön. | D-1-89-129-26 | weitere Bilder                                |
| Nähe Burgstraße (Standort)       | Muttergotteskapelle                                               | quadratischer Bau mit Zeltdach, 18. Jahrhundert; bei Burgstraße 13. | D-1-89-129-6  | Muttergotteskapelle                           |
| Rabenwand (Standort)             | Katholische Filialkirche St. Wolfgang, sogenannte Schnappenkirche | Saalbau mit leicht eingezogenem Chor und Dachreiter, erbaut 1637/40; mit Ausstattung; nordöstlich von Marquartstein in 1100 m Höhe auf dem Schnappenberg. | D-1-89-129-10 | weitere Bilder                                |
| Schlechinger Straße 1 (Standort) | Brücke über die Tiroler Ache                                      | Eisenbeton-Bogenkonstruktion mit abgehängter Fahrbahn, 1911/12. | D-1-89-129-24 | weitere Bilder                                |
| Schlechinger Straße 5 (Standort) | Kleinanwesen                                                      | ehemalige Färberei, dann Wagnerei, zweigeschossiger Massivbau mit mittelsteilem Dach und kurzer Laube, steinernes Türgewände bezeichnet mit dem Jahr 1843, angebaute Werkstatt mit parallelem First und Stichkappengewölbe. | D-1-89-129-9  | Kleinanwesen                                  |

### Piesenhausen
| Lage                       | Objekt      | Beschreibung | Akten-Nr.     | Bild        |
| -------------------------- | ----------- | --- | ------------- | ----------- |
| Aggbichel (Standort)       | Hofkapelle  | kleiner Rechteckbau, Vorbereich unter Arkaden, Mitte 18. Jahrhundert; mit Ausstattung; südlich im Wald.                                                                                                  | D-1-89-129-21 | Hofkapelle  |
| Altweg 8 (Standort)        | Bauernhaus  | mit Mittertenne und doppeltem Hakenschopf, Wohnteil zweieinhalbgeschossig aus Kalkstein mit Hochlaube und erneuerter Giebellaube, Firstpfette bezeichnet mit dem Jahr 1872, Stall mit Böhmischen Kappen. | D-1-89-129-18 | Bauernhaus  |
| Dorfstraße 3 (Standort)    | Kleinhaus   | mit Blockbau-Obergeschoss, Firstpfette bezeichnet mit dem Jahr 1750, rückwärtig verändert. | D-1-89-129-19 | Kleinhaus   |
| Nähe Lacknerweg (Standort) | Martersäule | aus Rotmarmor, wohl 17. Jahrhundert; an der Kreuzung dreier Altwege. | D-1-89-129-20 | Martersäule |

### Weitere Ortsteile
| Lage                                      | Objekt                    | Beschreibung | Akten-Nr.     | Bild                      |
| ----------------------------------------- | ------------------------- | --- | ------------- | ------------------------- |
| Entlehen 1 (Standort)                     | Bauernhaus in Entlehen    | mit doppeltem Hakenschopf, Wohnteil mit Blockbau-Obergeschoss, gefelderte Türrahmung mit sternförmig aufgedoppelter Haustür bezeichnet mit dem Jahr 1786, Aufstockung Anfang 20. Jahrhundert. | D-1-89-129-11 | Bauernhaus in Entlehen    |
| Geisenhausen 2 (Standort)                 | Pestkreuz                 | 17. Jahrhundert; im Garten des Sanatoriums. | D-1-89-129-12 | Pestkreuz                 |
| Geisenhausen 5 (Standort)                 | Bauernhaus                | stattlicher Wohnstallbau aus Mischmauerwerk mit Kniestock und giebelseitigen Lauben, Firstpfette bezeichnet mit dem Jahr 1897, Wirtschaftsteil um lang gestreckte Widerkehr erweitert 1937; Zuhaus aus Mischmauerwerk mit verbrettertem Kniestock und Lauben, um 1900, erweitert 1926.           | D-1-89-129-28 | Bauernhaus                |
| Grenzmühle 1 (Standort)                   | Grenzmühle                | Ehemaliges Bauernhaus mit Widerkehr, zweigeschossiger massiver Wohnteil mit hohem Kniestock und Hochlaube, steinernes Türgewände bezeichnet mit dem Jahr 1812, Dach bezeichnet mit dem Jahr 1950, Widerkehr mit Böhmischen Kappen und tonnengewölbter Durchfahrt, zweite Hälfte 19. Jahrhundert. | D-1-89-129-23 | Grenzmühle                |
| Holzen 2 (Standort)                       | Gut in Holzen             | Zugehörig zweigeschossiger Getreidekasten mit Bemalung, Laube urspr. umlaufend, zweite Hälfte 17. Jahrhundert, in modernen Schupfen einbezogen; zugehörig Wasch- und Backhaus, breit gelagerter Massivbau, um 1900, Türstock mit aufgedoppelter Haustür (Spolie) bezeichnet mit dem Jahr 1778.   | D-1-89-129-13 | Gut in Holzen             |
| Mooshäusl 1 (Standort)                    | Kleinbauernhaus Mooshäusl | Wohnteil des ehemaligen Kleinbauernhauses, mit Blockbau-Obergeschoss, Giebellaube und von zwei Taubenkobeln flankierter Hochlaube, Firstpfette bezeichnet mit dem Jahr 1795, Erdgeschoss 1849 (bezeichnet mit dem Jahr an Deckenbalken) überformt.                                               | D-1-89-129-14 | Kleinbauernhaus Mooshäusl |
| Niedernfels, Nähe Schloßstraße (Standort) | Nepomuk-Kapelle           | kleiner Rechteckbau mit eingezogener Apsis, erbaut 1888; mit Ausstattung. | D-1-89-129-16 | Nepomuk-Kapelle           |
| Niedernfels, Schloßstraße 39 (Standort)   | Schloss Niedernfels       | jetzt Schule; viergeschossiger Bau mit steilem Schopfwalmdach und zwei Ecktürmen, erbaut 1568 auf älterer Grundlage, Umbauten im 18. Jahrhundert, 1830/40 und 1954/55; westlicher Seitentrakt, ehemalige Brauerei, 1808.                                                                         | D-1-89-129-15 | weitere Bilder            |
| Pettendorf, Guxhauser Weg 9 (Standort)    | Stadel in Pettendorf      | Zugehöriger Stadel mit eingebautem Getreidekasten, Holzständerbau mit Längstenne und Taubenkobel, um 1850, Getreidekasten 17./18. Jahrhundert. | D-1-89-129-17 | Stadel in Pettendorf      |
| Wuhrbichl, Neues Schloß 1 (Standort)      | Neues Schloss             | Zweiflügelanlage; an Mansarddachbau des 19. Jahrhunderts (früheres Herrenhaus) rechtwinklig angeschlossen stattlicher neubarocker Trakt mit Mansarddach und eingestelltem Treppenturm, nach Plänen von Georg Lindner, 1907; jetzt Teil des Staatlichen Landschulheims.                           | D-1-89-129-27 | weitere Bilder            |
| Wuhrbichl 1 (Standort)                    | Kleinhaus in Wuhrbichl    | zweigeschossiger massiver Wohnteil mit seitlichem Fletz, Außentreppe und Hochlaube, an der Firstpfette bezeichnet mit dem Jahr 1804. | D-1-89-129-22 | Kleinhaus in Wuhrbichl    |